# آلبوم سال (وبگاه)
آلبوم سال (به انگلیسی: Album of the Year)، که همچنین با نام اولیه AOTY شناخته می‌شود، یک وبگاه است که بررسی‌های آلبوم‌های موسیقی را جمع‌آوری می‌کند. برای هر ال‌پی، یک امتیاز عددی از هر بررسی بدست می‌آید و کل آن به‌طور متوسط است. گزیده‌ای از هر بررسی همراه با پیوند به منبع ارائه شده‌است. رتبه‌بندی‌ها به‌طور متوسط انجام می‌شود و آلبوم‌ها در جدول رتبه‌بندی می‌شوند تا تصویری کلی از ارزیابی مهم انتشارهای فعلی را بر اساس میانگین نمره از ۱۰۰ ارائه دهند.
بسیاری از وب سایت‌های بررسی از ۵، ۱۰ و ۱۰۰ یا حتی الفبایی نمره می‌دهند. AOTY چنین نمره ای را به درصد تبدیل می‌کند.